# Julio César Anderson
Julio César Anderson Quiroga (* 27. November 1947 in Tiquisate; † 7. August 2021 in New York City, Vereinigte Staaten) war ein guatemaltekischer Fußballspieler.

## Karriere
Julio César Anderson begann seine Karriere bei CD Suchitepéquez. 1969 wechselte er zum CSD Municipal, mit dem er große Erfolge erzielte. 1969, 1970, 1973, 1974 und 1976 gewann Anderson mit dem CSD Municipal die guatemaltekische Meisterschaft. Zudem wurde Anderson mit Municipal 1974 CONCACAF Champions Cup Sieger. Bei der Copa Interamericana unterlag er mit Municipal CA Independiente aus Argentinien.
1975 hatte Anderson ein kurzes Gastspiel beim mexikanischen Erstligaklub Atlético Potosino. 1978 wechselte er von Municipal dann zum Aurora FC, mit dem er seinen sechsten Meistertitel feierte. Es folgten Spielzeiten bei Cobán Imperial, beim Antigua GFC und beim Club Xelajú MC.
Anderson wurde 1969 erstmals in die guatemaltekische Nationalmannschaft berufen, um am CONCACAF-Nations-Cup 1969 teilzunehmen. 1972 und 1973 absolvierte er fünf Partien im Rahmen der Qualifikation für die Weltmeisterschaft 1974. Bei den Olympischen Spielen 1976 im kanadischen Montreal gehörte Anderson zum Aufgebot Guatemalas. Bei der Qualifikation für die WM 1978 kam er in acht Spielen zum Einsatz. Insgesamt absolvierte Anderson 17 Länderspiele für Guatemala.